# Варіс Круміньш
Варіс Круміньш (латис. Varis Krūmiņš; *23 травня 1931, Рига — †24 липня 2004, Рига) — латвійський режисер ігрового і документального кіно.

## Біографія
Народився в Ризі. У 1956-му закінчив режисерський факультет ВДІКу. За рік до випуску почав працювати другим режисером на Ризькій кіностудії. Потім самостійна робота — короткометражна стрічка «Причини і наслідки» (1956). У 1957 перший великий успіх — його картина «Син рибалки» (в головній ролі Едуардс Павулс), мала хороший прокат. З 1960-х працював у жанрі кінодокументалістики. Знімав фільми: «Осіння балада» (1964), «Яніс Розенталь» (1966), «Сонячні ритми» (1975), «Друга молодість» (1977). У низці документальних робіт був і ігровий фільм «Спадкоємці військової стежки» (1971). У творчості займав проміжну позицію між першим і другим поколіннями режисерів студії.
Член Спілки кінематографістів Латвії з 1957.

## Фільмографія

### Режисер і автор сценарію
- 1956 — «Причини і наслідки» — режисер
- 1957 — «Син рибалки» — режисер
- 1959 — «Луна» (рос. — «Эхо») — режисер
- 1959 — «На порозі бурі» — режисер
- 1971 — «Спадкоємці військової дороги» — режисер, автор сценарію

### Актор
- 1966 — «Я все пам'ятаю, Річард»